# Festuca caldasii
Festuca caldasii là một loài cỏ thuộc họ Poaceae.
Loài này chỉ có ở Ecuador.